# Развязка (остановочный пункт)
Развязка — бывший остановочный пункт (разъезд) в составе Омского отделения Западно-Сибирской железной дороги. Находился на железнодорожной ветке, идущей  параллельно автотрассе М-51 (52К-2) от Омска, в точке пересечения с основным ходом Трансиба
На 2019 год путевое хозяйство разобрано. Сохранилась  (на 2019 год) путевое хозяйство в разъезде Левобережный.
Находился разъезд Развязка в Омском районе Омской области, на территории Богословского сельского поселения. От разъезда шла местная автодорога в район промышленного строительства.   
Для обслуживания путевого хозяйства возник населённый пункт железнодорожников Развязка.